# جين موريارتي
جين موريارتي (بالإنجليزية: Gene Moriarity)‏ هو لاعب كرة قاعدة أمريكي، ولد في 6 يناير 1863 في هوليوك في الولايات المتحدة، وتوفي في 18 مايو 1904.